# Ring a Ding Dong
「Ring a Ding Dong」（リンガ ディン ドン）は、木村カエラの15作目のシングル。2010年6月9日にコロムビアミュージックエンタテインメントより発売された。

## 概要
シングルとしては、配信限定シングル「Butterfly」以来1年ぶりで、CD作品としては「BANZAI」以来1年1ヶ月ぶりの作品となる。
表題曲は、NTTドコモ「ひとりと、ひとつ。 walk with you」キャンペーンCMソング。
曲名の「Ring a Ding Dong」は、「鐘をゴンゴンと鳴らす」という意味を持つ英語。歌詞は、誕生した子供を祝福する内容ともなっている。
カップリング曲として、「木村カエラ LIVE TOUR 2010“5years”」から2010年3月27日・28日の日本武道館公演より、8曲のライブ音源を収録。
シングルは、発売初週で4.6万枚を売上、6月21日付のオリコン週間シングルランキングで初登場首位を獲得。デビュー6年目で初の首位獲得となった。また、シングル発売に先行して5月26日より配信が開始された着うたは、6月14日と6月20日付のデイリーチャートで1位を獲得した。
空知英秋の漫画作品『銀魂』第36巻に収録の第三百十二訓「超必殺技はコマンド難すぎて出せない」において登場人物が本作のダンスを踊っている。同話を原作としたアニメ（ジャンプスペシャルアニメフェスタ2014で上映）『布団に入ってから拭き残しに気付いて寝るに寝れない時もある』では、エンディング曲として鈴木佐江子によるカバー・バージョンが使用された。

## 収録曲
| #         | タイトル                                                                  | 作詞              | 作曲               | 編曲      | 時間  |
| --------- | ------------------------------------------------------------------------- | ----------------- | ------------------ | --------- | ----- |
| 1.        | 「Ring a Ding Dong」                                                      | 木村カエラ 渡邊忍 | 渡邊忍             | 渡邊忍    | 3:27  |
| 2.        | 「Butterfly (LIVE TOUR 2010 "5years" @ 日本武道館（2010.03.27/28）)」     | 木村カエラ        | 末光篤             |           | 6:21  |
| 3.        | 「Circle (LIVE TOUR 2010 "5years" @ 日本武道館（2010.03.27/28）)」        | 木村カエラ        | mito               |           | 5:22  |
| 4.        | 「STARs (LIVE TOUR 2010 "5years" @ 日本武道館（2010.03.27/28）)」         | 木村カエラ        | AxSxE              |           | 4:22  |
| 5.        | 「1115 (LIVE TOUR 2010 "5years" @ 日本武道館（2010.03.27/28）)」          | 木村カエラ        | 奥田民生           |           | 4:06  |
| 6.        | 「BANZAI (LIVE TOUR 2010 "5years" @ 日本武道館（2010.03.27/28）)」        | 木村カエラ        | 木幡太郎           |           | 4:40  |
| 7.        | 「TREE CLIMBERS (LIVE TOUR 2010 "5years" @ 日本武道館（2010.03.27/28）)」 | 木村カエラ        | Linus Of Hollywood |           | 3:41  |
| 8.        | 「Magic Music (LIVE TOUR 2010 "5years" @ 日本武道館（2010.03.27/28）)」   | 木村カエラ        | Linus Of Hollywood |           | 3:08  |
| 9.        | 「Level42 (LIVE TOUR 2010 "5years" @ 日本武道館（2010.03.27/28）)」       | 木村カエラ        | 山沢大洋           |           | 4:43  |
| 10.       | 「Ring a Ding Dong (instrumental)」                                       |                   |                    |           | 3:21  |
| 合計時間: | 合計時間:                                                                 | 合計時間:         | 合計時間:          | 合計時間: | 43:11 |

## 収録アルバム
Ring a Ding Dong
- 8EIGHT8
- 10years

## タイアップ
- NTTドコモ「ひとりと、ひとつ。 walk with you」キャンペーンCMソング（#1）